# Gil da Cruz Trindade
Gil da Cruz Trindade (ur. 1 marca 1982) – timorski lekkoatleta, maratończyk.
Wziął udział w igrzyskach w 2004, na których nie ukończył maratonu. Jest najmłodszym reprezentantem Timoru Wschodniego na igrzyskach olimpijskich.
Jego rekord życiowy w maratonie wynosi 2:49:00.